# Svartkragsjordfly
Svartkragsjordfly, Dichagyris flammatra är en fjärilsart som beskrevs av Michael Denis & Ignaz Schiffermüller, 1775. Enligt Dyntaxa ingår svartkragsjordfly i släktet Dichagyris men enligt Catalogue of Life är tillhörigheten istället släktet Ochropleura och enligt NHM släktet Basistriga.  Enligt alla nämnda källor tillhör svartkragsjordfly familjen nattflyn, Noctuidae. Arten är ännu inte påträffad i Sverige eller Finland, men är funnen vid ett tillfälle i Danmark. En underart finns listad i Catalogue of Life, Ochropleura flammatra deleta Kollar, 1848.